# 会津横田站
會津橫田站（日语：／ Aizu-yokota eki */?）是一個位於福島縣大沼郡金山町大字橫田字松之木平，屬於東日本旅客鐵道（JR東日本）只見線的鐵路車站。

## 車站結構
側式月台1面1線與較短的1條側線的地面車站。因月台長度短，兩節車廂以上的列車停靠時，只能從前進方向的第一節車廂上下車。本站沒有站房，只有簡易候車室。

## 相鄰車站
東日本旅客鐵道
■只見線
會津越川－會津橫田－會津大鹽